# 13 (musical)
13 é uma obra de teatro musical com libreto e música de Jason Robert Brown, e roteiro de Dan Elish e Robert Horn. A história se concentra na vida de 13 anos de Evan Goldman, que se mudou de Manhattan, Nova Iorque, para Appleton, no estado de Indiana, surgindo vários problemas típicos adolescente e dilemas com a celebração do seu Bar Mitzvah, incluindo o divórcio de seus pais. O musical estreou em Los Angeles em 2007 e se mudou para a Broadway em 16 de setembro de 2008. No ano de 2012, Jason Robert Brown colaborou com o The National Youth Music Theatre para lançar e dirigir sua própria versão de "13" no London's West End com seis apresentações a partir do 22 de agosto de 2012, no Teatro Apollo Shaftesbury Avenue. No elenco do musical participavam as atrizes e cantoras Ariana Grande, como Charlotte, e Elizabeth Gillies, como Lucy.
O musical ganhou uma versão brasileira no ano de 2022, no Teatro Liberdade. O espetáculo ficou por direção de Fernanda Chamma, coreografias de Mari Barros e direção musical de Ronnie Kneblewski. O elenco foi formado por: Igor Jansen e Enzo Krieger (Evan Goldman), Gabriela Ayumi e Sienna Belle (Patrice), Roberto Justino e Andreas Trotta (Archie), Ju Akemy e Bia Vasconselos (Lucy), Gabriela Sega e Martha Nobel (Kendra), Samuel Sabba e Sidinho (Brett), Theo Barreto e Teteu Cabrera (Eddie), Tiago Fernandes e Gabi Meireles (Malcolm), Ana Luiza Leal e Erin Borges (Charlotte), Carol Pelegrine e Paula Serra (Cassie), Isabella Daneluz e Gabriela Melo (Molly), Vinicius Spada (Richie) e Gustavo Spinosa e Isidoro Gubnitsky (Simon).